# ای‌اس‌ای‌اس‌اس‌ان-۱۵ ۱اچ
ای‌اس‌ای‌اس‌اس‌ان-۱۵ ۱اچ (انگلیسی: ASASSN-15lh) نام یک رویداد گذرای نجومی بسیار درخشان است که توسط پروژهٔ بررسی خودکار همه آسمان برای ابرنواخترها (ASAS-SN) با ظاهر یک رویداد ابرنواختر فوق‌درخشان کشف شده است. این رویداد نخستین بار در ۱۴ ژوئن ۲۰۱۵، در یک کهکشان کم نور در صورت فلکی هندی جنوبی شناسایی شد و درخشان‌ترین جرم ابرنواختر مانندی بود که تا آن زمان مشاهده شده بود. در اوج درخشانی خود، ای‌اس‌ای‌اس‌اس‌ان-۱۵ ۱اچ ۵۷۰ میلیارد بار درخشان‌تر از خورشید و ۲۰ برابر روشن‌تر از نور ترکیبی ساطع شده توسط کهکشان راه شیری بود. انرژی ساطع شده از این ابرنواختر از مقدار انرژی آزاد شده توسط (PS1-10adi) که ۱۰۰۰ روز در آسمان درخشان ماند نیز فراتر رفت.